# Chérif Souleymane
Chérif Souleymane (ur. 20 października 1944 w Kindii) – gwinejski piłkarz grający na pozycji środkowego pomocnika. W swojej karierze rozegrał 68 meczów i strzelił 20 goli w reprezentacji Gwinei.

## Kariera klubowa
Swoją karierę piłkarską Souleymane rozpoczął w NRD, w klubie Empor Neustrelitz, w którym grał w sezonie 1961/1962. W latach 1962–1965 był zawodnikiem SC Neubrandenburg. W 1965 roku wrócił do Gwinei i został zawodnikiem klubu Hafia FC. Grał w nim do końca swojej kariery czyli do 1979 roku. Wywalczył z nim trzynaście tytułów mistrza Gwinei w latach 1966, 1967, 1968, 1969, 1971, 1972, 1973, 1974, 1975, 1976, 1977, 1978 i 1979, a także dwukrotnie zdobył Puchar Gwinei w latach 1967 i 1971 oraz trzykrotnie Puchar Mistrzów w latach 1972, 1975 i 1977.
W 1972 roku Souleymane został wybrany Afrykańskim Piłkarzem Roku.

## Kariera reprezentacyjna
W reprezentacji Gwinei Souleymane zadebiutował 3 października 1964 roku w wygranym 5:2 towarzyskim meczu z Dahomejem, rozegranym w Konakry. W 1968 roku był w kadrze Gwinei na Igrzyska Olimpijskie w Meksyku. W 1970 roku powołano go do kadry na Puchar Narodów Afryki 1970. Wystąpił w nim w trzech meczach grupowych: z Egiptem (1:4), z Kongiem-Kinszasa (2:2) i z Ghaną (1:1).
W 1974 roku Souleymane był w kadrze Gwinei na Puchar Narodów Afryki 1974. Rozegrał w nim dwa mecze grupowe: z Zairem (1:2) i z Kongiem (1:1).
W 1976 roku Souleymane został powołany do kadry na Puchar Narodów Afryki 1976. Wystąpił w nim w sześciu meczach: grupowych z Egiptem (1:1), z Etiopią (2:1) i z Ugandą (2:1) oraz w grupie finałowej z Nigerią (1:1), z Egiptem (4:2) i z Marokiem (1:1), w którym strzelił gola. Z Gwineą wywalczył wicemistrzostwo Afryki. Został wybrany do Najlepszej Jedenastki turnieju. W kadrze narodowej grał do 1977 roku. Wystąpił w niej 68 razy i strzelił 20 goli.